# (15609) Kosmaczewski
(15609) Kosmaczewski (2000 GP124) – planetoida z grupy przecinających orbitę Marsa okrążająca Słońce w ciągu 3,42 lat w średniej odległości 2,27 j.a. Odkryta 7 kwietnia 2000 roku.